# Viale
Viale – miejscowość i gmina we Włoszech, w regionie Piemont, w prowincji Asti.
Według danych na styczeń 2009 gminę zamieszkiwało 276 osób przy gęstości zaludnienia 69,7 os./1 km².